# Zoen van Delft

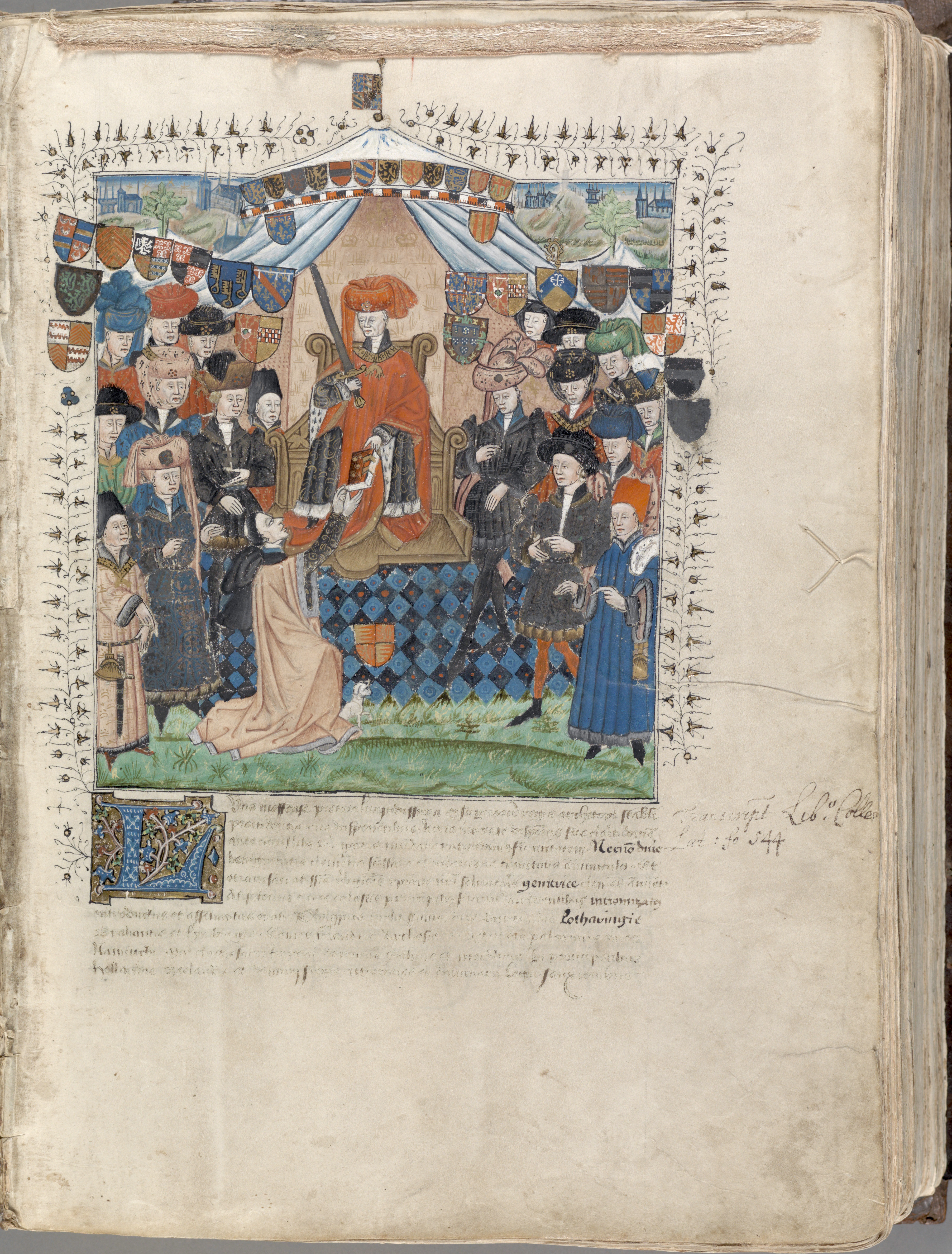
ca. 1450, Mr. Pieter van Beoostenzweene biedt Filips van Bourgondië het zogenaamde Remissorium Philippi aan. In dit boek is een index op de registers van het archief van de graven van Holland opgenomen en een overzicht van verloren gegane charters.

De Zoen van Delft of het Zoenverdrag van Delft maakte op 3 juli 1428 een voorlopig einde aan de Hoekse en Kabeljauwse twisten. De Zoen van Delft (zoen betekent hier verzoening) was een vredesverdrag tussen Jacoba van Beieren, gesteund door de Hoeken, en hertog Filips van Bourgondië met zijn Kabeljauwse aanhang.

## Achtergrond
Toen Willem VI van Holland in mei 1417 overleed was zijn enige dochter Jacoba van Beieren als zijn erfgenaam benoemd, echter was haar oom Jan van Beieren het hier niet mee eens en volgde er een opleving van de Hoekse en Kabeljauwse twisten. De Hoeken steunde Jacoba in haar erfrechten op Henegouwen, Holland en Zeeland, Jan van Beieren kreeg steun van de Kabeljauwse partij en Keizer Sigismund. Jacoba leek te winnen met het overlijden van haar oom Jan van Beieren, die bleek te zijn vergiftigd, in januari 1425. Echter had haar neef Filips van Bourgondië zich al aardig ingekocht en zich als erfgenaam opgesteld. er volgde opnieuw een strijd tussen de partijen van 1425 tot juli 1428. Jacoba van Beieren zag dat haar strijd vruchteloos verliep en besloot tot een vredesakkoord in Delft.

## Verzoening en Verdrag
In de vredesovereenkomst werd bepaald dat Jacoba van Beieren zich gravin van Holland mocht blijven noemen, maar dat Filips van Bourgondië als ruwaard de feitelijke macht kreeg in Holland, Zeeland en Henegouwen. Ook werd Filips benoemd tot erfgenaam en opvolger van Jacoba van Beieren en werd bepaald dat Jacoba niet in het huwelijk mocht treden zonder toestemming van Filips, wat feitelijk neerkwam op een verbod om te trouwen. Jacoba van Beieren huwde overigens enkele jaren later toch, namelijk met Frank van Borsele, een hoge Zeeuwse edelman. Verder werden de wederzijdse scheldnamen Houck en Cabeljau voortaan verboden. Ook werd de Raad van Holland, later steeds vaker Hof van Holland genoemd, in het leven geroepen. Deze Raad van Holland behandelde zware misdrijven en bestond uit negen raadsheren. Voorzitter was de stadhouder, de plaatsvervanger van de Landsheer. Ook worden als bestuursorgaan voor het eerst de Staten van Holland genoemd, een advieslichaam gevormd uit de Ridderschap en de stemhebbende steden.
Het vredesverdrag bevat 27 artikelen, samen zo'n 4000 woorden in een Frans- en Nederlandstalige versie.
Het vredesverdrag werd opgelezen en getekend op de grote markt van Delft. Filips de Goede liet een podium bouwen voor het stadhuis, waarbij de burgerbevolking massaal aanwezig was.